# Csárdaszállás
Csárdaszállás is een plaats (község) en gemeente in het Hongaarse comitaat Békés. Csárdaszállás telt 548 inwoners (2002).